# Modulació per desplaçament de freqüència
La modulació per desplaçament de freqüència (Frequency Shift Key o FSK) és un tipus de modulació digital similar a la FM analògica on es modifica la freqüència del senyal portador entre un nombre de valors discrets, amb l'objectiu de transportar informació,

## Característiques

Exemple de BFSK

Tal com s'ha dit, en la modulació FSK els símbols fan variar la freqüència del senyal portador. En la seva forma més simple, tenim dues possibles freqüències: f1 i f2, corresponents als dos possibles valors del senyal d'entrada ‘0’ o ‘1’.
{\displaystyle V(t)=\left\{{\begin{matrix}V_{p}\cdot \sin(2\pi f_{1}t)&per&a&&'1'&&binari\\V_{p}\cdot \sin(2\pi f_{2}t)&per&a&&'0'&&binari&\end{matrix}}\right.}
Aquest tipus de modulació amb només dos símbols possibles es coneix també com BFSK (Binary Frequency Shift Modulation).

## Índex de modulació i amplada de banda
Igual que en la freqüència modulada, en FSK trobem un valor que ens mostra el grau de variació del senyal modulat. En aquest cas, l'índex es calcula com:
{\displaystyle h={\frac {\Delta {}f}{f_{m}}}\ }
on {\displaystyle \Delta {}f\,} és la desviació màxima de la portadora i {\displaystyle f_{m}\,} és la freqüència del senyal modulador.
Podem veure doncs, que en funció de com de separades estiguin les freqüències moduladores, tindrem un índex de modulació més gran o més petit, i això ens definirà alguns paràmetres de la transmissió, com l'amplada de banda o la protecció contra soroll.
Si l'índex de modulació és petit, h<pi/2, tenim una modulació de freqüència anomenada de banda angosta i el seu espectre és similar al d'ASK. L'única diferència és que les rèpliques del senyal es veuen afectades per la freqüència. L'amplada de banda en aquest cas és el mateix que es necessita per una transmissió modulada en ASK.
Si en cas contrari, h>pi/2, tenim un espectre de banda ampla. D'aquesta manera s'aconsegueix una major protecció contra el soroll i les interferències que la que tindríem amb ASK. El problema és que l'amplada de banda necessària és superior.

## Tipus de modulacions FSK

### M-FSK(Multiple Frequency Shift Keying)
És una variació que utilitza més de dues freqüències, normalment en potències de 2 (entre 4 i 64). Un exemple seria el DTMF (Dual Tone Muti Frequency), utilitzat a la marcació dels telèfons.
|        | 1209 Hz | 1336 Hz | 1477 Hz | 1633 Hz |
| ------ | ------- | ------- | ------- | ------- |
| 697 Hz | 1       | 2       | 3       | A       |
| 770 Hz | 4       | 5       | 6       | B       |
| 852 Hz | 7       | 8       | 9       | C       |
| 941 Hz | *       | 0       | #       | D       |

### AFSK(Audio Frequeny Shift Keying)
La modulació AFSK es diferencia de la FSK en el fet que la freqüència del senyal portador es troba dins la banda audible (20 Hz-20 kHz), per tant és un senyal d'àudio, normalment sobre la banda de 2 kHz.

### GFSK (Gaussian Frequency Keying)

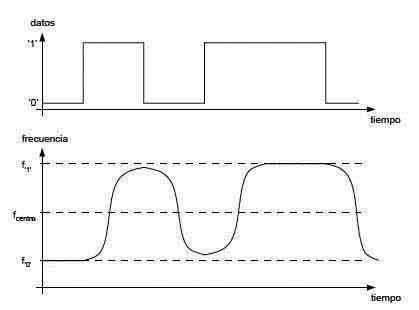
Principi del filtre gaussià sobre la banda base

La modulació GFSK o per desplaçament de freqüència gaussiana és una variant de la modulació FSK amb la diferència que la informació es passa per un filtre gaussià abans de modular el senyal. Això fa que l'espectre d'energia sigui més estret i permet velocitats de transferència més elevades pel mateix canal.

## Aplicacions
Actualment aquesta modulació es troba una mica en desús, ja que ha sigut desbancada per altres tipus, però encara s'utilitzen alguns modes de MFSK per a transmissions d'ona curta i per a la senyalització dels canals de televisió analògica amb el comandament a distància.